# Ґудзик Дмитро Васильович
Дмитро́ Васи́льович Ґу́дзик (нар. 17 жовтня 1989 — пом. 20 січня 2015) — солдат Збройних сил України, учасник російсько-української війни. Один із «кіборгів».

## Життєпис
У часі війни — водій МТ-ЛБ 80 ОАЕМБр, майстер-номер обслуги.
В ніч на 20 січня 2015 року виїхав з с. Піски забирати поранених з аеропорту Донецька. За свідченнями старшини ЗС України, командира взводу матеріального забезпечення Віталія Гнатенко: «Він повідомив рацією: „Я горю, дистанціюватися не можу“. Йому дали завдання дотягнути до радіолокаційної станції. Там ми змогли б його забрати. Але він не доїхав буквально 200—300 метрів, здетонував БК і вони загинули».
Через місяць тіло Дмитра вдалося вивезти з ДАП разом з тілами Владислава Алексейчука, Олексія Марченка, Петра Савчука та Миколи Самака.
Поховання відбулося 22 лютого 2015 року у м. Дніпро на Краснопільському цвинтарі. Ідентифікований на підставі експертизи ДНК, ділянка № 79. Станом на квітень 2017 року похований, як тимчасово невстановлений захисник України — рідні Дмитра не впізнали тіло.
27 серпня 2021 року, після ідентифікації за ДНК, був перепохований в м. Белз на Львівщині.
Без Дмитра Ґудзика лишились дружина й донька.

## Нагороди та вшанування
- Указом Президента України № 25/2022 від 21 січня 2022 року «за особисту мужність і самовіддані дії, виявлені у захисті державного суверенітету та територіальної цілісності України» — нагороджений орденом «За мужність» III ступеня (посмертно)[4].
- Нагороджений нагрудним знаком «За оборону Донецького аеропорту» (посмертно).
- Вшановується в меморіальному комплексі «Зала пам'яті», в щоденному ранковому церемоніалі 20 січня[5][6].